# Ilhas Carolinas

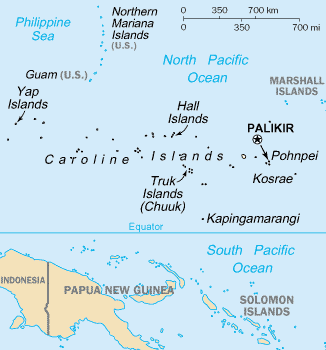
Localização das ilhas Carolinas

As Ilhas Carolinas são um arquipélago no Oceano Pacífico ocidental, localizadas a nordeste da Nova Guiné. Fazem parte da grande região da Micronésia e encontram-se divididas entre os Estados Federados da Micronésia e a República de Palau. O nome é uma homenagem ao rei Carlos II de Espanha.

## História
O explorador português Diogo da Rocha, que foi o primeiro europeu a visitar estas ilhas em 1527, chamou-as de Ilhas de Sequeira, mas os navegadores espanhóis que as conheceram a partir de 1543 chamaram-lhes “Novas Filipinas”; até que o almirante Francisco Lazeano lhes deu o nome de Carolinas, em homenagem ao rei Carlos II de Espanha, em 1686. 
No entanto, só em 1875 a coroa espanhola declarou suas estas terras, fazendo algumas tentativas para fazer valer o seu “direito” contra a Alemanha, que tinha ocupado Yap e pediu a arbitragem do Papa Leão XIII em 1885, que decidiu a favor da Espanha, mas permitindo aos alemães direitos de comércio livre. Só então a Espanha começou a ocupar aquelas ilhas, em 1886.
Pelo Tratado Germano-Espanhol de 1899, depois da Guerra Hispano-Americana, a Espanha vendeu as ilhas à Alemanha. O Japão ocupou as ilhas em 1914 e administrou-as por mandato da Liga das Nações a partir de 1920, mas depois da sua derrota na Segunda Guerra Mundial, as ilhas passaram a ser administradas pelos Estados Unidos, como parte do Protetorado das Ilhas do Pacífico das Nações Unidas, até à independência dos dois atuais países, em 1986 e 1994.